# Ariel 2
Ariel 2 – drugi satelita serii Ariel, wysłany w ramach naukowego programu amerykańsko-brytyjskiego. Jego zadaniem było badanie galaktycznego szumu radiowego, rozkładu ozonu atmosferycznego i mikrometeoroidów.
Użyteczne dane z satelity były odbierane do końca września 1964. W październiku wystąpiły problemy z taśmą nagrywającą dane. Mniej więcej w tym samym czasie obroty satelity stały się tak powolne i nieregularne, że nie można było otrzymać już żadnych użytecznych danych. Ariel 2 spłonął w atmosferze ziemskiej w połowie listopada 1967.
Źródło energii statku stanowiło 11 akumulatorów NiCd ładowanych przez 5400 ogniw słonecznych na 4 panelach, o mocy 6 W. Statek posiadał antenę dipolową o dł. 46 m, do mierzenia szumu galaktycznego.

## Ładunek

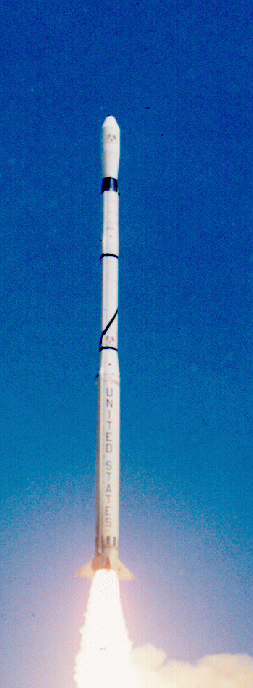
Start rakiety Scout X-3 z satelitą Ariel 2

- Do badania pionowego rozkładu ozonu w ziemskiej atmosferze służył instrument składający się z szerokopasmowego filtru fotometrycznego i prostego spektrometru z pryzmatem. Spektrometr służył pomiarom osłabienia promieniowania słonecznego w paśmie będącym pasmem absorpcyjnym ozonu (250-400 nm), rejestrowanego podczas zmierzchu. Szerokopasmowy filtr fotometryczny, użyty do porównania pomiarów dokonanych przez bardziej zaawansowane przyrządy, mierzył prąd powstający w dwóch fotokomórkach oświetlanych filtrowanym światłem słonecznym. Po starcie, wszystkie instrumenty badawcze działały bez zastrzeżeń. Jednak w ciągu trzech tygodni wyjście spektrometru miało moc niewystarczającą dla wartościowych pomiarów rozkładu. Dane z eksperymentu szerokopasmowego były zadowalające.
- Eksperyment mikrometeoroidów miał za zadanie mierzyć rozkład i wymiary pyłu międzyplanetarnego. Do rejestrowania uderzających mikrometeoroidów użyto cienkiej metalowej folii o długości 50 stóp (ok. 15,20 m). Detekcja uderzeń odbywała się poprzez oświetlenie powstałych otworów w folii przez światło słoneczne. Krzemowe ogniwo słoneczne w postaci cienkiego paska rejestrowało promienie słoneczne przepuszczane przez otwory w folii – ruch obrotowy satelity powodował, że otwory w folii co jakiś czas wchodziły pomiędzy Słońce a detektory. W ten sposób generowana była seria impulsów, których amplituda była proporcjonalna do rozmiarów otworów. Detektor składał się z czterech niezależnych części umieszczonych w kadłubie statku. Dwie części miały otwór wlotowy o stałej średnicy (1/16 cala), a dwie o średnicy zwiększającej się po każdym okrążeniu Ziemi. By rozróżnić meteoroidy ze względu na rozmiar, każda z folii miała inną grubość. Instrument został skalibrowany przed startem przy pomocy sztucznego źródła światła. Podczas lotu do kalibracji wykorzystywano otwory wykonane zawczasu w folii instrumentu. Pomyślnie przeprowadzony eksperyment przekazywał dane przez 6 miesięcy. Przez następne 6 miesięcy przyrząd prowadził ograniczone pomiary.